# El zulo
El zulo es una escultura de bronce de Víctor Ochoa que está expuesta desde 2009 en la explanada del puerto de la ciudad española de Cartagena (Región de Murcia), en homenaje a las víctimas del terrorismo. La obra, en la cual la historiadora del arte Ana María Preckler (2003) apreció una «factura miguelangelesca», posee una altura de 5 metros y 2,5 toneladas de peso, y representa a un hombre desnudo y sentado en actitud de reflexión, cabizbajo y abrazándose las piernas, casi en posición fetal.
La estatua, que anteriormente se había expuesto en la plaza Mayor de Salamanca y el parque del Retiro de Madrid, fue inaugurada en su actual ubicación el 4 de abril de 2009 en presencia de autoridades como la alcaldesa Pilar Barreiro, el presidente de la Región de Murcia Ramón Luis Valcárcel y la vicepresidenta de la Asociación Víctimas del Terrorismo, Ángeles Pedraza.
El coste de la adquisición de la escultura fue de 740 000 euros, lo que mereció un requerimiento de explicaciones por parte de la oposición socialista por considerarlo un «despilfarro irresponsable».